# Upplands runinskrifter 195
Upplands runinskrifter 195 är en vikingatida runsten av sandsten som stått i Åby, Össeby-Garns socken och Vallentuna kommun. Nu står den vid Stångberga skola. Runsten är 1,4 meter hög och 0,85 meter bred. Runhöjden är ungefär 5 centimeter. Stenens ristning påminner om runmästaren Öpirs verk, men det är en osäker bedömning. Runologen Marit Åhlén menar att det inte är Öpir som ristat stenen.

## Inskriften
Translitterering av runraden:
...- lit · raisa ' stain ' aftʀ ' ketilmunt ' uk ' aftʀ ' olaf ' sun -...
Normalisering till runsvenska:
... let ræisa stæin æftiʀ Kætilmund ok æftiʀ Olaf, sun(?) ...
Översättning till nusvenska:
.... lät resa stenen efter Kättelmund och efter Olof, [sin] son ...